# Oleh Veremijenko
Oleh Kostjantynovyč Veremijenko (in ucraino Олег Костянтинович Веремієнко?; Leopoli, 13 febbraio 1999) è un calciatore ucraino, difensore del Podillja.

## Caratteristiche tecniche
È un difensore centrale.

## Carriera

### Club
Ha giocato 7 partite nella prima divisione ucraina.

### Nazionale
Con la nazionale Under-20 ucraina ha preso parte al campionato mondiale di calcio Under-20 2019.

## Palmarès

### Nazionale
- Campionato mondiale Under-20: 1

Polonia 2019